# Tolerância (engenharia)
Tolerância em engenharia é uma concessão que é feita para as imperfeições no fabrico de um objecto. 
Por exemplo, uma especificação eléctrica pode determinar que um resistor tenha um valor nominal de 100 ohms, mas também deveria determinar uma tolerância tal como "+/- 1%".  Isto significa que qualquer resistor com um valor entre 99 ohms e 101 ohms é aceitável. 
Não seria razoável especificar um resistor com um valor de exactamente 100 ohms, porque tal resistor não pode ser feito. É boa prática especificar as maiores tolerâncias possíveis, para tornar a manufactura mais fácil e manter os custos baixos.

## Visão alternativa
Genichi Taguchi e outros sugeriram que a tolerância bilateral tradicional é análoga aos "postes" em um jogo de futebol: implica que todos os dados dentro dessas tolerâncias são igualmente aceitáveis. A alternativa é que o melhor produto tenha uma medição que está precisamente no alvo. Há uma perda crescente que é uma função do desvio ou variabilidade do valor alvo de qualquer parâmetro do projeto. Quanto maior for o desvio do alvo, maior será a perda. Isso é descrito como a função de perda de Taguchi ou função de perda de qualidade, e é o princípio-chave de um sistema alternativo denominado tolerância inercial.
O trabalho de pesquisa e desenvolvimento conduzido por M. Pillet e colegas na Savoy University resultou na adoção específica da indústria. Recentemente, a publicação da norma francesa NFX 04-008 permitiu uma consideração mais aprofundada pela comunidade de manufatura.